# Boniface Alexandre

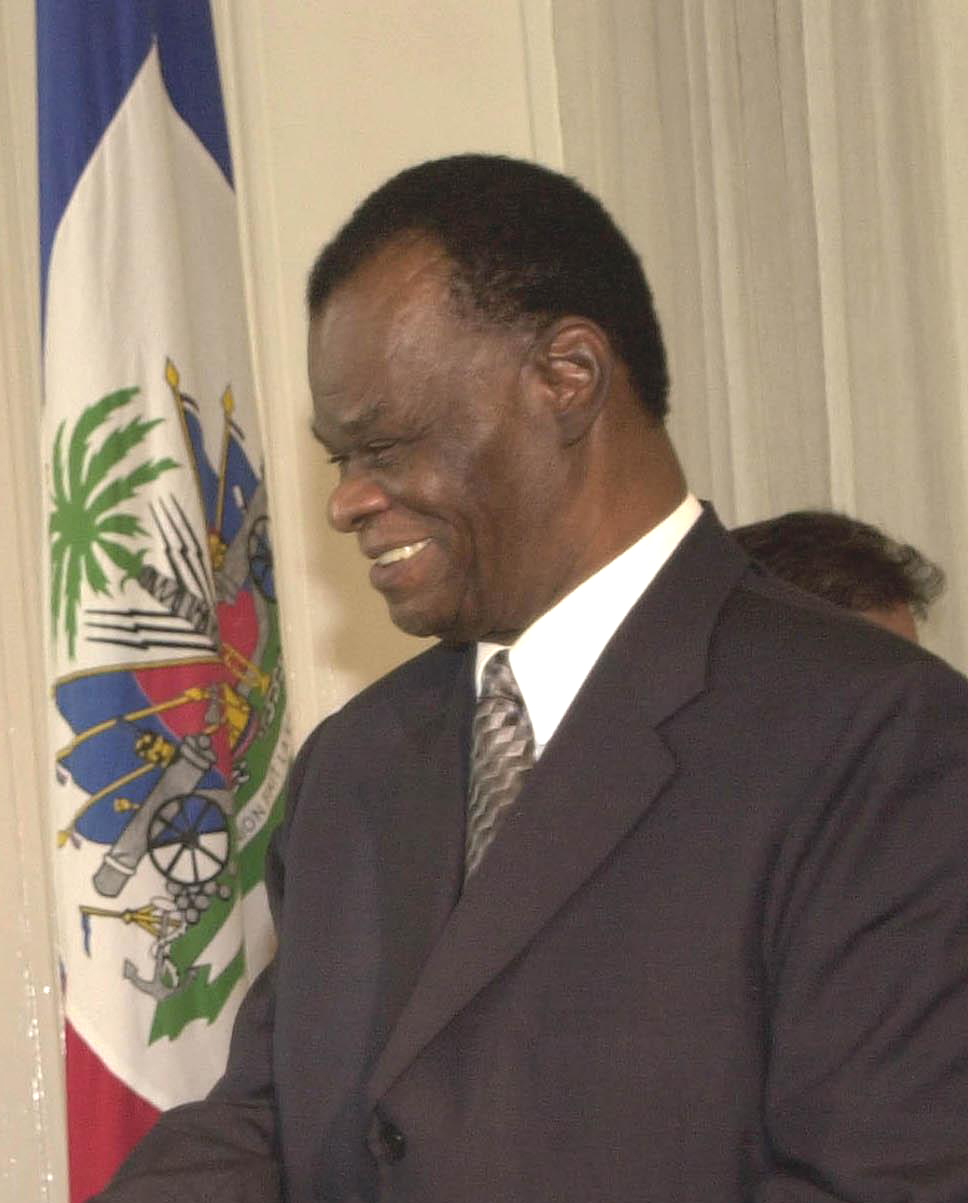
Boniface Alexandre, juli 2004

Boniface Alexandre (Ganthier, 31 juli 1936 – Port-au-Prince, 4 augustus 2023) was van 2004 tot 2006 interim-president van Haïti, nadat Jean-Bertrand Aristide uit het land vertrok.

## Biografie
Alexandre werd opgevoed door zijn oom, de voormalige Haïtiaanse Eerste Minister Martial Célistin. Hij was 25 jaar lang advocaat op een kantoor in Port-au-Prince. In de jaren '90 werd hij benoemd tot lid van de Hoge Raad. In 2002 benoemde president Aristide hem tot opperrechter.
Alexandre gaf tevens les aan de universiteit van Port-au-Prince.
Alexandre overleed enkele dagen na zijn 87e verjaardag.

## Presidentschap
Toen president Aristide op 29 februari 2004 het land verliet, was Alexandre als opperrechter de eerste in de lijn van opvolging. Een paar uur later nam hij de functie van president op zich. Hij werd ingezworen in het huis van Eerste Minister Yvon Neptune en op 8 maart officieel geïnstalleerd.
Op 14 mei 2006 werd Alexandre opgevolgd door René Préval.